# دانیل جدراسکو
دانیل جدراسکو (انگلیسی: Daniel Jędraszko؛ زادهٔ ۶ آوریل ۱۹۷۶) قایقران کانو اهل لهستان است.